# Escil·la atlàntica

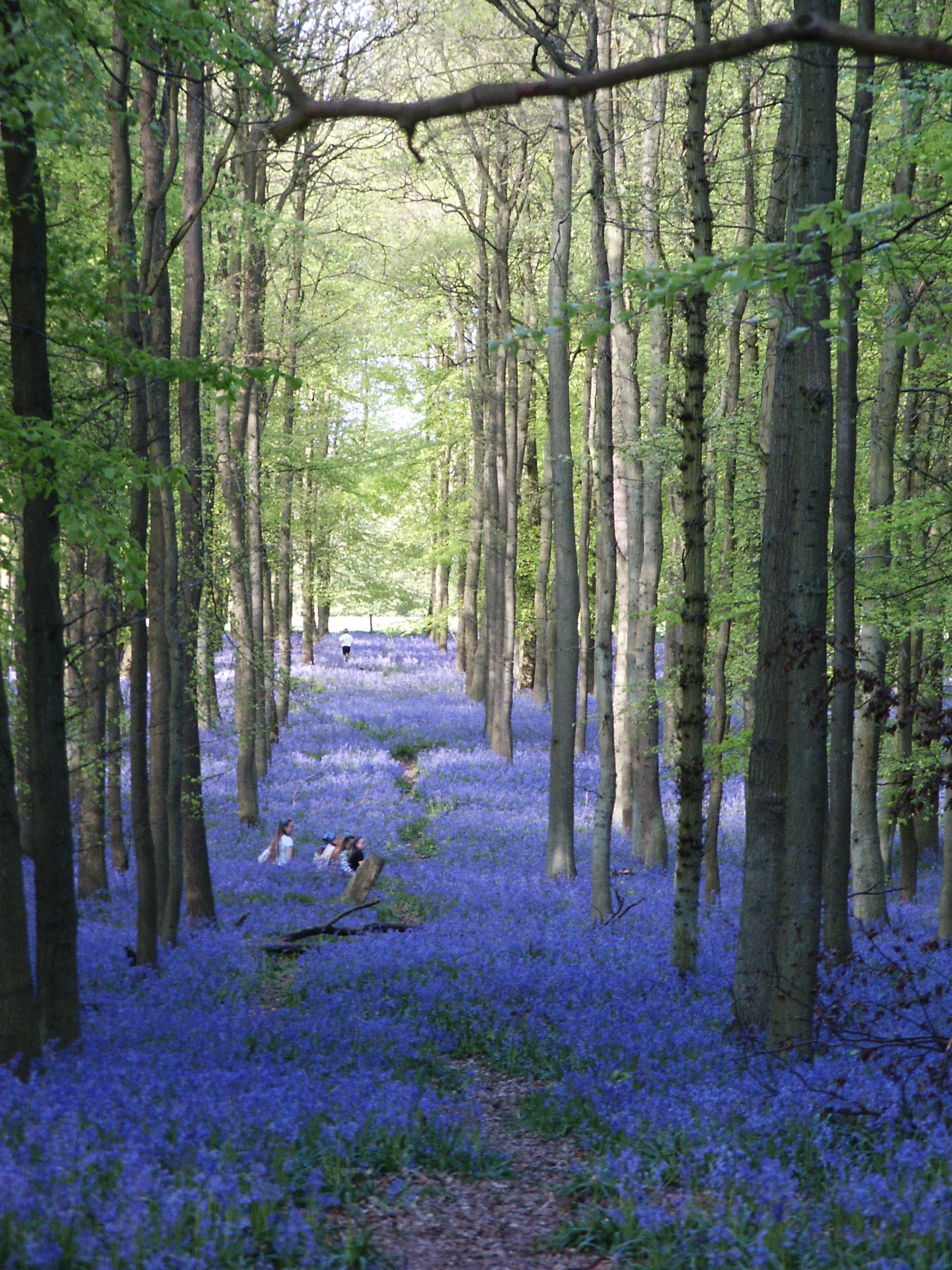
Bosc cobert de jacints del bosc

L'escil·la atlàntica (Hyacinthoides non-scripta) és una espècie de planta amb flors del gènere Hyacinthoides dins la família de les asparagàcies (Asparagaceae). És nativa d'Europa Occidental.

## Descripció
Igual que la resta d'espècies de la família Hyacinthaceae aquest jacint és una herbàcia perenne que forma a bulbs com a òrgan perdurable i de resistència. Posseeix tiges de fins a 30 cm de llarg amb la part superior inclinada. Genera poques fulles (3-6) i són linear o lleugerament lanceolades, de fins a 50 centímetres de llargada per 1,5 d'amplada. Les flors són generalment de color blau, pendulars, en forma de campana i lleugerament fragantes amb anteres blanc grogenques. Floreix entre abril i maig cobrint molts boscos europeus de denses catifes florides. És una espècie que s'ha cultivat en jardins com ornamental i en alguns països s'hi ha introduït i ha esdevingut espontània en certs ambients.

## Taxonomia

### Sinònims
Els següents noms científics són sinònims de Hyacinthoides non-scripta:
- Sinònims homotípics

- Endymion non-scriptus (L.) Garcke
- Hyacinthus non-scriptus L.
- Hylomenes non-scripta (L.) Salisb.
- Scilla festalis Salisb.
- Scilla non-scripta (L.) Hoffmanns. & Link
- Usteria non-scripta (L.) Chouard

- Sinònims heterotípics

- Agraphis cernua (L.) Rchb.
- Agraphis cernua var. alba Boissin
- Agraphis nutans (Sm.) Link
- Endymion cernuus (L.) Dumort.
- Endymion lacaillei Corb.
- Endymion nutans (Sm.) Dumort.
- Endymion nutans subsp. lacaillei Corb.
- Endymion nutans proles lacaillei (Corb.) Rouy
- Hyacinthoides non-scripta var. cernua (L.) P.Silva
- Hyacinthus campanulatus Mill.
- Hyacinthus cernuus L.
- Hyacinthus nutans (Sm.) Gray
- Hyacinthus nutans var. albus Gray
- Hyacinthus pratensis Lam.
- Lagocodes belgica Raf.
- Lagocodes cernua (L.) Raf.
- Lagocodes nutans (Sm.) Raf.
- Scilla cernua (L.) Salisb.
- Scilla festalis var. cernua (L.) M.C.Sedgw. & R.Cameron
- Scilla festalis var. rosea M.C.Sedgw. & R.Cameron
- Scilla non-scripta var. cernua (L.) Cout.
- Scilla non-scripta subsp. cernua (L.) K.Richt.
- Scilla nutans Sm.
- Syncodium nutans (Sm.) Raf.
- Usteria hyacinthiflora Medik.
- Usteria secunda Medik.

## Etimologia
El tradicional "non-script" va ser afegit per a diferenciar aquesta espècie del jacint clàssic, flor que va ser descrita en la mitologia grega com sorgida de la sang del moribunt príncep Jacint com marca del seu dolor per la mort del príncep Apol·lo.